# Новосибирска област
Новосибирска област е субект на Руската Федерация, в Сибирския федерален окръг. Площ 177 750 km2 (18-о място по големина в Руската Федерация, 1,04% от нейната територия). Население на 1 януари 2018 г. 2 789 095 души (16-о място в Руската Федерация, 1,9% от нейното население). Административен център град Новосибирск. Разстоянието от Москва до Новосибирск 3191 km.

## Историческа справка
Най-старото руско селище в региона е основано през 1772 г. под името слобода Каинск, която през 1782 г. е утвърдена за град Каинск (от 1935 град Куйбишев. Всички останали градове са утвърдени за такива през ХХ в. През 1894 г. е основано селището Гусевка, което през 1903 г. е признато за град Новониколаевск, преименуван през 1926 г. в Новосибирск, който се развива много бързо и е най-големият град в Азиатската част на Русия. През 1917 г. за град е признато селището Барабинск, през 1921 г. – Черепаново, а през 1925 г. – Татарск. Новосибирска област е образувана на 28 септември 1937 г. след разделянето на Западно-Сибирския край на Новосибирска област и Алтайски край. Впоследствие на 26 януари 1943 г. от Новосибирска област е отделена Кемеровска област, а на 13 август 1944 г. – Томска област.

## Географска характеристика

### Географско положение, граници, големина
Новосибирска област се намира в Азиатската част на Русия, Южен Сибир, Сибирския федерален окръг. На запад граничи с Омска област, на север – с Томска област, на изток – с Кемеровска област, на юг – с Алтайски край и на югозапад – с Казахстан. В тези си граници заема площ от 177 750 km2 (18-о място по големина в Руската Федерация, 1,04% от нейната територия).

### Релеф
Областта е разположена в югоизточната част на Западносибирската равнина и западните склонове на възвишението Салаирски кряж (максимална височина 493 m). От долината на река Об Новосибирска област се дели на две неравни, нееднородни части. Западно от долината на Об (около 80% от територията на областта) се намира обширната равнина на Об-Иртишкото междуречие, включваща южната част на Васюганската равнина, Барабинската и Кулундинската низина и Приобското плато. Тук полегатите и плоски възвишения се редуват с обширни низини (височина до 150 – 200 m), слабо разчленени от рядка мрежа от плоскодънни и плитки долини с бавно течащи реки. В централните и южни части в релефа присъстват дълги и тесни ниски (до 6 – 10 m) ридове (гриви), простиращи се от североизток на югозапад на десетки километри и междуридови понижения, в които са разположени стотици блата и езера.

### Климат
Климатът на областта е рязко континентален. Средна януарска температура от -16 °C на юг до -20 °C на север. Лятото е кратко и горещо със средна юлска температура от 18 °C до 20 °C. Годишната сума на валежите е от 350 до 400 mm с максимум през лятото. Вегетационен период (минимална денонощна температура 5 °C) от 144 до 148 дни на север до 158 – 163 дни на юг. В южните, степни райони на областта често явление през лятото са суховеите, довеждащи до продължително засушаване и бурни студени северни ветрове през зимата.

### Води
На територията на Новосибирска област има 7427 реки (с дължина над 10 km) с обща дължина 29 107 km и те принадлежат към два водосборни басейна. Източната и крайната северозападна части на областта принадлежат към водосборния басейн на река Об, а останалите части са безотточни области в междуречието на Об и Иртиш (ляв приток на Об). През източните райони протича река Об с част от горното и средното си течение и в нея се вливат реките Берд, Иня, Шегарка и др. На северозапад с горните и средните си течения протичат реките Ом и Тара десни притоци на Иртиш. В обширните безотточни райони протичат реките Чулим (с притока си Каргат), Карасук и Баган. Речната мрежа в областта е развита неравномерно, като най-голяма е гъстотата ѝ в дясната част на Обския басейн и по-малка в басейна на Иртиш. В засушливите южни райони речната мрежа е слабо развита, а в крайните западни части постоянно течащи реки практически отсъстват. Поради равнинния характер на релефа в по-голямата част от областта реките имат равнинен характер на течението си и само в Салаирския кряж придобиват полупланински характер. Подхранването им е смесено с преобладаване на снежното, като за реките в безотточните райони то достига до 90%. Като цяло процентът на снежното подхранване на реките се увеличава от север на юг, а процентът на дъждовното и подземното подхранване обратно – от юг на север. Речният режим се характеризира с високо пролетно пълноводие и епизодични прииждания в резултат от поройни дъждове през летния сезон и ясно изразено зимно маловодие. Те замръзват в края на октомври или началото на ноември, а се размразяват в края на април.
В Новосибирска област има около 6 хил. езера и изкуствени водоеми с обща площ около 5,68 хил. km2, като над 3,5 хил. езера са с площ над 10 дка. Разпределението им по територията на областта е неравномерно, като по-голямата част от тях се намират в западните и централните части. Голяма част от езерата през годината значително изменят своята площ, като много от тях през летния сезон пресъхват. По произход езерата се делят на: остатъчни по долините на древни реки, реликтови – остатъци от голям езерен басейн в древността, крайречни (старици) и вторични блатни. Най-голямото езеро в Новосибирска област и едно от най-големите в Русия е реликтовото езеро Чани (Големи Чани, до 2 хил.km2). Други големи езера са: Убинско езеро, Сартлан, Малки Чани, Урюм и др. На река Об е изградено голямото Новосибирско водохранилище (1070 km2).
Блатата и заблатените земи заемат 17,21% от територията на Новосибирска област – 30 596 km2. Тук е разположена част от най-голямата в Русия и една от най-големите в света блатни системи – Голямото Васюганско блато. Новосибирска област заема второ място по заблатеност след Томска област в Сибирския федерален окръг и трето място по площ на блатата и заблатени земи след Красноярски край и Томска област.

### Почви, растителност, животински свят
Почвите в областта се отличават с голямо разнообразие, като главни от тях са: подзолистите, сивите горски и черноземните, като последните са широко разпространени в лесостепните и степните райони.
Около 20% от територията на областта е покрита с гори (около 4 млн.ха). Най-висок процент на залесеност има в подзоната на южната тайга (35%) където господстват иглолистните гори (ела, смърч, бор, кедър) с примеси от бреза, осика и лиственица. С повишена залесеност се отличават и западните склонове на Салаирския кряж (34%) и района на приобските борови гори (24%). В Барабинската низина (11% залесеност) преобладават брезово-осиковите горички. Ливадите и пасищата са разположени основно в Барабинската низина и по долините на големите реки.
Животинския свят е разнообразен. На север, в гористите райони обитават: мечка, северен елен, лос, рис, сърна, росомаха, видра, речен бобър, множество животни с ценни кожи (бялка, хермелин и др.) и има разнообразен птичи свят. В лесостепите обитават: вълк, лисица, заек, ондатра, воден плъх.

## Население
На 1 януари 2018 г. населението на Новосибирска област наброява 2 789 095 души (16-о място в Руската Федерация, 1,9% от нейното население). Гъстота 15,69 души/km2. Градско население 78,66%. При преброяването на населението на Русия през 2010 г. етническият състав на областта е следния: руснаци 2 365 845 души (93,1%), немци 30 924 (1,2%), татари 24 158 (0,9%), украинци 22 098 (0,9%).

## Административно-териториално деление
В административно-териториално отношение Новосибирска област се дели на 5 областни градски окръга, 30 муниципални района, 14 града, в т.ч. 7 града с областно подчинение (Барабинск, Бердск, Искитим, Куйбишев, Новосибирск, Об и Татарск) и 7 града с районно подчинение и 17 селища от градски тип.
| Административна единица | Площ (km2) | Население (2018 г.) | Административен център | Население (2018 г.) | Разстояние до Новосибирск (в km) | Други градове и сгт с районно подчинение |
| ----------------------- | ---------- | ------------------- | ---------------------- | ------------------- | -------------------------------- | ---------------------------------------- |
| Областни градски окръзи |            |                     |                        |                     |                                  |                                          |
| 1. Бердск               | 67         | 103 209             | гр. Бердск             | 103 290             | 37                               |                                          |
| 2. Искитим              | 30         | 57 032              | гр. Искитим            | 57 032              | 65                               |                                          |
| 3. Колцово              | 19         | 15 938              | сгт Колцово            | 15 938              | 30                               |                                          |
| 4. Новосибирск          | 502        | 1 602 915           | гр. Новосибирск        | 1 602 915           |                                  |                                          |
| 5. Об                   | 22         | 29 257              | гр. Об                 | 29 257              | 17                               |                                          |
| Муниципални райони      |            |                     |                        |                     |                                  |                                          |
| 1. Багански             | 3368       | 15 381              | с. Баган               | 5510                | 628                              |                                          |
| 2. Барабински           | 4415       | 41 531              | гр. Барабинск          | 29 122              | 302                              |                                          |
| 3. Болотнински          | 3374       | 27 359              | гр. Болотное           | 15 629              | 126                              |                                          |
| 4. Венгеровски          | 6313       | 18 976              | с. Венгерово           | 6928                | 458                              |                                          |
| 5. Доволенски           | 4422       | 16 241              | с. Доволное            | 6774                | 284                              |                                          |
| 6. Здвински             | 4443       | 14 654              | с. Здвинск             | 5402                | 407                              |                                          |
| 7. Искитимски           | 4384       | 61 040              | гр. Искитим            | 57 032              | 65                               | Линьово                                  |
| 8. Карасукски           | 4321       | 43 642              | гр. Карасук            | 27 259              | 678                              |                                          |
| 9. Каргатски            | 5396       | 16 522              | гр. Каргат             | 9532                | 177                              |                                          |
| 10. Коливански          | 10 573     | 24 308              | сгт Коливан            | 13 566              | 45                               |                                          |
| 11. Коченевски          | 5072       | 45 856              | сгт Коченево           | 16 956              | 50                               | Чик                                      |
| 12. Кочковски           | 2518       | 14 230              | с. Кочки               | 3988                | 244                              |                                          |
| 13. Красноезерски       | 5330       | 30 266              | сгт Красноозерское     | 9216                | 780                              |                                          |
| 14. Куйбишевски         | 8823       | 57 826              | гр. Куйбишев           | 44 246              | 315                              |                                          |
| 15. Купински            | 4633       | 28 316              | гр. Купино             | 13 781              | 581                              |                                          |
| 16. Киштовски           | 11 101     | 10 488              | с. Киштовка            | 5282                | 575                              |                                          |
| 17. Маслянински         | 3453       | 23 551              | сгт Маслянино          | 12 807              | 176                              |                                          |
| 18. Мошковски           | 2591       | 41 668              | сгт Мошково            | 9856                | 57                               | Станционно-Ояшински                      |
| 19. Новосибирски        | 2223       | 128 716             | гр. Новосибирск        |                     |                                  | Краснообск                               |
| 20. Ордински            | 4389       | 35 752              | сгт Ординское          | 9727                | 97                               |                                          |
| 21. Северни             | 15 548     | 9617                | с. Северное            | 5178                | 434                              |                                          |
| 22. Сузунски            | 4746       | 32 212              | сгт Сузун              | 15 491              | 217                              |                                          |
| 23. Татарски            | 4870       | 38 639              | гр. Татарск            | 23 956              | 457                              |                                          |
| 24. Тогучински          | 6058       | 57 051              | гр. Тогучин            | 21 159              | 125                              | Горни                                    |
| 25. Убински             | 13 760     | 14 696              | с. Убинское            | 5908                | 218                              |                                          |
| 26. Уст Тарски          | 4061       | 11 520              | с. Уст Тарка           | 3819                | 509                              |                                          |
| 27. Чановски            | 5515       | 23 713              | сгт Чани               | 8229                | 402                              |                                          |
| 28. Черепановски        | 2908       | 47 574              | гр. Черепаново         | 19 612              | 109                              | Дорогино, Посевная                       |
| 29. Чистоозерни         | 5688       | 17 577              | сгт Чистоозерное       | 5628                | 528                              |                                          |
| 27. Чулимски            | 8559       | 22 201              | гр. Чулим              | 11 270              | 131                              |                                          |

|  | Тази страница частично или изцяло представлява превод на страницата „Административно-территориальное деление Новосибирской области“ в Уикипедия на руски. Оригиналният текст, както и този превод, са защитени от Лиценза „Криейтив Комънс – Признание – Споделяне на споделеното“, а за съдържание, създадено преди юни 2009 година – от Лиценза за свободна документация на ГНУ. Прегледайте историята на редакциите на оригиналната страница, както и на преводната страница, за да видите списъка на съавторите. ВАЖНО: Този шаблон се отнася единствено до авторските права върху съдържанието на статията. Добавянето му не отменя изискването да се посочват конкретни източници на твърденията, които да бъдат благонадеждни. |

## Селско стопанство
Отглежда се едър рогат добитък, птици; свине, кози; зърнени, технически (лен), фуражни култури, картофи, зеленчуци.
| хиляди хектара | 4123 | 3442,9 | 3049,2 | 2718,8 | 2536,6 | 2326,2 | 2339,9 |